# Jermain G. Porter

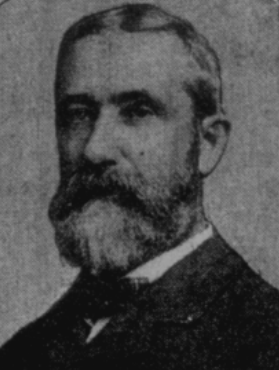
Jermain G. Porter

Jermain Gildersleeve Porter,  född 8 januari 1852 i Buffalo, New York, död 14 april 1933, var en amerikansk astronom.
Porter studerade vid Hamilton College i New York, anställdes 1878 vid United States Coast and Geodetic Survey och var 1884–1930 direktör för observatoriet i Cincinnati, Ohio, och professor vid universitetet där. Han observerade kometer och nebulosor, men skaffade sig främst ett namn genom sina tre stjärnkataloger (1895–1905) och genom sina undersökningar över stjärnornas egenrörelse, samlade i Catalogue of Proper Motion Stars, I–IV (1915–18, "Publications of the Cincinnati Observatory" nr. 18). Av hans övriga arbeten kan nämnas Variation of Latitude 1899–1906 (1908), The Stars in Song and Legend (1901). Tillsammans med Elliott Smith utsände han Catalog of 4683 Stars of the Epoch 1900 (Publications of the Cincinnati Observatory, nr. 193), i vilken han även angav egenrörelser. Han gjorde sig även bemärkt som motståndare till relativitetsteorin.